# Východní pobřeží Spojených států amerických

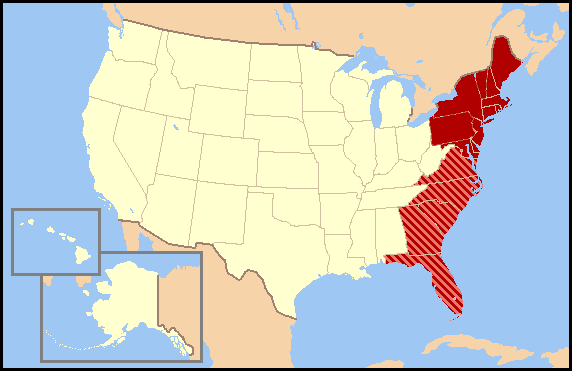
Východní pobřeží Spojených států amerických – šrafovaně jsou značeny jižní státy

Východní pobřeží Spojených států amerických – odlišně jsou značené státy neležící přímo u moře

Východní pobřeží Spojených států amerických (anglicky East Coast of the United States) je označení pro ty státy Spojených států amerických, které leží na pobřeží Atlantského oceánu. Ze severu na jih se jedná o státy: Maine, New Hampshire, Massachusetts, Rhode Island, Connecticut, New York, New Jersey, Delaware, Maryland, Virginie, Severní Karolína, Jižní Karolína, Georgie a Florida. Často jsou do výčtu zařazovány také Vermont a Pensylvánie, přestože neleží přímo na pobřeží.
Naopak někdy jsou jako východní pobřeží vnímány jen severovýchodní státy, protože jihovýchodní státy jsou řazeny do oblasti jihovýchodu Spojených států amerických nebo jihu Spojených států amerických, kam mají silnější kulturní a historické vazby než na sever.